# Gustaf Adolf Jonsson
Gustaf Adolf Jonsson (Stoccolma, 26 giugno 1879 – Stoccolma, 30 aprile 1949) è stato un tiratore a segno svedese.

## Palmarès

### Olimpiadi
- 3 medaglie:
  - 1 oro (Stoccolma 1912 nella carabina libera a squadre)
  - 1 argento (Londra 1908 nella carabina libera a squadre)
  - 1 bronzo (Anversa 1920 nella carabina militare a terra 600m a squadre)